# Вражда
Вражда (на английски: Feud) е американски антологичен сериал на FX, създаден от Раян Мърфи, Джафи Коен и Майкъл Цен, представен като драматизация на реални събития. Премиерата му е на 5 март 2017 г.
Първият сезон с подзаглавие „Бети и Джоан“ се състои от 8 епизода и проследява съперничеството между Бети Дейвис и Джоан Крофорд по време на и след продукцията на съвместния им проект „Какво се случи с Бейби Джейн?“ от 1962 година.
През февруари 2017, FX подновява сериала за втори сезон от 10 епизода под името „Бъкингамският дворец“ (първоначално „Чарлз и Даяна“), фокусиран върху отношенията между принц Чарлз и лейди Даяна, чиято премиера се очаква през 2018 или 2019 година.